# Berta Drews
Berta Helene Drews (19 de noviembre de 1901 - 10 de abril de 1987) fue una actriz teatral, cinematográfica y televisiva de nacionalidad alemana.

## Biografía

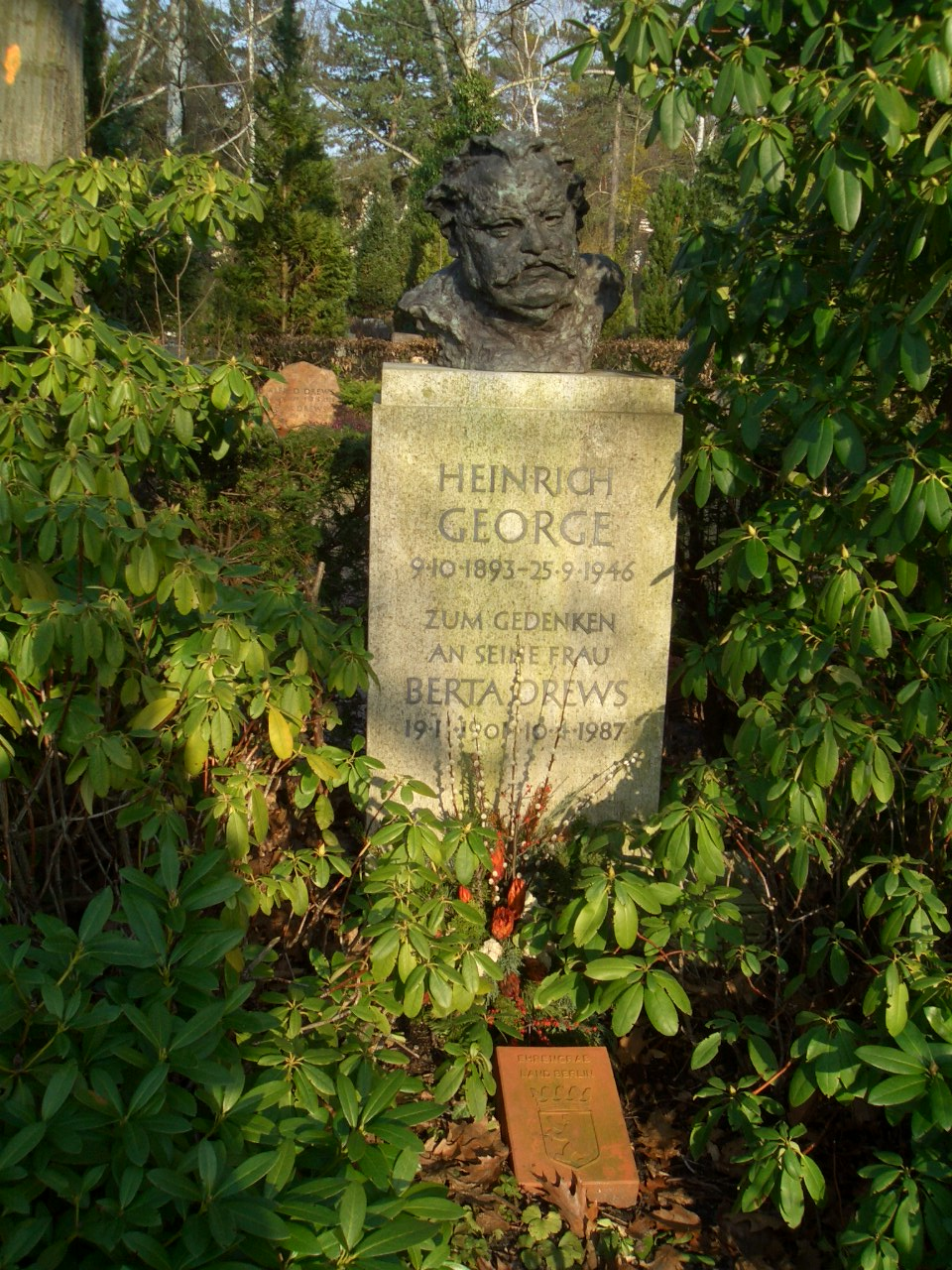
En memoria de Berta Drews en la tumba de su marido, Heinrich George, en el Cementerio Zehlendorf

Nacida en Berlín, Alemania, Berta Drews quería ser cantante de ópera pero, debido a que tenía problemas con su voz, estudió en la Escuela de Arte Dramático de Max Reinhardt en el Deutsches Theater de Berlín. En 1925 fue contratada para trabajar en Stuttgart, y desde 1926 a 1930 actuó en el Teatro de Cámara de Múnich. Regresó a Berlín en 1930, actuando primero en el Volksbühne y trabajando desde 1933 en el Konzerthaus Berlin. Desde 1938 a 1945 fue miembro de la compañía del Teatro Schiller de Berlín, cuyo director era desde 1937 su marido, Heinrich George. Ambos habían interpretado en 1933 la película Hitlerjunge Quex. 
De su matrimonio con George nacieron dos hijos, Jan y Götz George, este último también actor.
Tras el final de la Segunda Guerra Mundial y hasta 1949 actuó en el Teatro Hebbel, regresando en 1951 al Schiller. Allí trabajó, entre otras obras, en Pigmalión, de George Bernard Shaw, y en Los días felices, de Samuel Beckett. 
Además, Drews fue una popular actriz cinematográfica y televisiva, trabajando, entre otras producciones, en la de 1956 Anastasia, die letzte Zarentochter, de Falk Harnack. En la película de Volker Schlöndorff El tambor de hojalata, adaptación de la novela de Günter Grass, Drews interpretaba a una anciana Anna Koljaiczek. 
Drews fue también actriz de voz, y dobló a actrices como Sylvia Sidney (Behind the High Wall) y Jo Van Fleet (Wild River).
En 1986 Drews publicó una autobiografía, Wohin des Wegs?. Antes había escrito una biografía de su marido. 
Berte Drews falleció en Berlín, Alemania, en 1987. Sus restos fueron incinerados y las cenizas esparcidas en el mar. Puede leerse un recordatorio suyo en la tumba de su marido, Heinrich George, en el Cementerio Zehlendorf. 

## Filmografía
| - 1933: Schleppzug M 17 - 1933: Hitlerjunge Quex - 1936: Der Kaiser von Kalifornien - 1937: Urlaub auf Ehrenwort - 1939: Alarm auf Station III - 1941: Über alles in der Welt - 1941: Heimkehr - 1942: Der große Schatten - 1949: Mädchen hinter Gittern - 1950: Lockende Gefahr - 1952: Wenn abends die Heide träumt - 1953: Ave Maria - 1955: Ein Mann vergißt die Liebe - 1955: Ciske – Ein Kind braucht Liebe - 1955: Suchkind 312 - 1956: Der Bauer vom Brucknerhof / Mein Bruder Josua - 1956: Anastasia, die letzte Zarentochter - 1958: El cebo - 1958: Das Mädchen vom Moorhof | - 1958: Polikuschka - 1959: Kriegsgericht - 1959: Jons und Erdme - 1960: Die Fastnachtsbeichte - 1961: Zu jung für die Liebe? - 1961: Unser Haus in Kamerun - 1962: Ich kann nicht länger schweigen - 1962: Das Mädchen und der Staatsanwalt - 1962: Frauenarzt Dr. Sibelius - 1962–1965: Jedermannstraße (serie TV, 26 episodios) - 1964: Nebelmörder - 1969: Auf Sch…ßer schießt man nicht - 1970: Der Kommissar – Tod eines Klavierspielers - 1972: Der Kommissar – Schwester Ignatia - 1974: Einer von uns beiden - 1979: Die Blechtrommel |

## Radio
- Maigret und der gelbe Hund, adaptación de Gert Westphal. Dirección de Heinz-Günter Stamm BR 1961. Der Audio Verlag 2005. ISBN 978-3898133906.

## Premios
- 1956: Premio de la Crítica
- 1963: Nombramiento como Staatsschauspieler (actriz estatal) en Berlín Oeste
- 1979: Miembro de Honor de los Teatros Estatales de Berlín
- 1981: Orden del Mérito de la República Federal de Alemania
- 1981: Filmband in Gold por su trayectoria cinematográfica